# Non sa che sia dolore
Non sa che sia dolore (Nederlands: Hij kent de betekenis van verdriet niet) (BWV 209) is een wereldlijke cantate waarvan vermoed wordt dat deze gecomponeerd is door Johann Sebastian Bach. Maar helemaal zeker is dit niet, een enkele maal wordt zelfs geopperd dat de cantate later is samengesteld door verschillende muziekstukken van onbekende componisten samen te voegen. Ondanks deze twijfel wordt de cantate toch vrij algemeen toegeschreven aan Bach.

## Programma
Onbekend is ter gelegenheid waarvan de cantate geschreven is. Eén theorie zegt dat de cantate gecomponeerd is ter gelegenheid van het vertrek van een bekende van Bach uit Leipzig. Om wie het gaat is onbekend. Er zijn vermoedens dat het om Lorenz Mizler, een leerling van Bach, zou gaan. Een heel andere theorie is dat de cantate geschreven is als eerbetoon aan Johann Matthias Gesner, rector van de Thomasschule in Leipzig tussen 1730 en 1734. Gesner kwam oorspronkelijk uit Ansbach en het hof van deze plaats had nauwe culturele banden met Italië. Wanneer de cantate werd gecomponeerd is onduidelijk. Sommigen dateren de cantate in begin jaren 30 van de 18e eeuw. Een andere theorie is dat de cantate in de tweede helft van de jaren 40 is gecomponeerd. Deze datering is gebaseerd op het feit dat de Italiaanse opera's waarop de tekst van de cantate is gebaseerd halverwege de jaren 40 in Leipzig werden opgevoerd.

## Tekst
Opvallend aan de tekst zijn de schrijffouten in de Italiaanse tekst: men vermoedt dat de schrijver van de tekst Duitstalig was en het Italiaans niet of niet goed beheerste. De teksten zijn ontleend aan het gedicht Il pastor fido van Giovanni Battista Guarini uit 1598 en uit de opera's Galatea (1721) en Semiramide riconosciuta (1729) van Pietro Metastasio. De tekst van de cantate gaat over iemand die vertrekt naar zee om deel te nemen aan de strijd. Dit is vermoedelijk een metafoor voor een lange reis die iemand gaat maken.

## Muzikale bezetting
De cantate is geschreven voor sopraan (zang) en traverso, strijkers en basso continuo.

## Toelichting
De cantate begint met een sinfonia, met solo voor de traverso. Hierna komt het eerste recitatief Non sa che sia dolore, waarin de soliste accompagnato (continu) begeleid wordt. De da capo aria Parti pur e con dolore bestaat uit drie delen. Het eerste en identieke derde deel is een klaagzang, waarin de achterblijvers zich beklagen. Het vrolijker middenstuk refereert aan de vreugde van het terugkeren naar het eigen land. Na deze aria volgt weer een recitatief,  Tuo saver al tempo e l'età contrasta, dit keer secco begeleid. De slotaria Ricetti gramezza e pavento bezingt de moed van de persoon die vertrekt.

## Donizetti
In 1826 heeft Gaetano Donizetti een gelijknamig duet gecomponeerd voor de opera Olivo e Pasquale.